# Marcel Boulenger
Marcel Jacques Boulenger (París, 9 de setembre de 1873 – Chantilly, Oise, 21 de maig de 1932) va ser un escriptor, periodista i tirador d'esgrima francès que va competir a cavall del segle xix i el segle xx. El 1900 va prendre part en els Jocs Olímpics de París, en què guanyà la medalla de bronze en la prova de floret. El 1912, a Estocolm, participà en la prova de literatura de les competicions d'art.
Com a escriptor destaca per diversos pastitxos, amb autobriografies atribuïdes a personatges imaginaris, en què el més cèlebre és Souvenirs du marquis de Floranges (1811-1834), precedit d'una biografia detallada d'aquest personatge imaginari.
En el període d'entreguerres va col·laborar als diaris L'Action française i la Revue des deux Mondes.